# Rio Gualaxo do Sul
Le rio Gualaxo do Sul (ou « rio Gualaxo du Sud ») est une rivière brésilienne de l'État du Minas Gerais, et un affluent du rio do Carmo (Minas Gerais), donc un sous-affluent du fleuve le rio Doce.

## Géographie
Ruisseau né dans la serra do Espinhaço, avec le nom de córrego Papa-Cobra, son lit sert de séparation aux deux municipalité de Ouro Preto et Ouro Branco.
En recevant les eaux du ruisseau córrego da Lavrinha il s'appelle rio da Ponte, avant le barrage de Tabuão. Après le barrage, il devient le Rio Mainart.
Après la confluence du ruisseau Belchior, sur la municipalité de Mariana, il change de nom et devient le rio Gualaxo do Sul.
Entre les confluences du ruisseau de Fundão et du ruisseau Laranjeira, le rio Gualaxo sépare les municipalités de Mariana et Diogo de Vasconcelos. Il conflue avec le rio do Carmo (Minas Gerais) sur la commune de Mariana.
De 67 km de longueur environ, elle coule globalement de l'ouest vers l'est

## Affluents
Le rio Gualaxo do Sul a plusieurs affluents référencés.
- córrego da Lavrinha,
- ruisseau Belchior
- ruisseau de Fundão
- ruisseau Laranjeira

Son rang de Strahler est donc de deux.